# Consensus fidelium
Il Consensus fidelium (consenso dei cristiani fedeli) è uno dei criteri secondo i quali si presume possa essere verificata l'accettabilità di una qualsiasi innovazione che, in campo cristiano, si sospetti possa alterare e pregiudicare l'integrità della fede cristiana com'è stata trasmessa attraverso i secoli. Esso applica essenzialmente il cosiddetto Canone di Vincenzo di Lerino che afferma: "Bisogna soprattutto preoccuparsi perché sia conservato ciò che in ogni luogo, sempre e da tutti è stato creduto".
Nella Chiesa cattolica, sono esempi di consensus fidelium: l'adorazione eucaristica dopo la Messa, la Messa di suffragio per le anime dei defunti, la venerazione per le reliquie e le immagini sacre.
Esso risponde alla domanda: "Che cosa può essere considerato essenzialmente cristiano?", come pure: "Come possiamo giungere a sapere che un certo insegnamento sia vero e autorevole, dato che noi siamo semplici mortali e che coloro che occupano posti di responsabilità nelle chiese cristiane pure sono semplici e fallibili esseri umani?".
La risposta a queste domande è derivabile dallo studio dell'insegnamento apostolico conservato nel Nuovo Testamento, ma questo pure dovrà essere verificato confrontandolo con le conclusioni che la maggior parte degli studiosi della dottrina cristiana nel corso dei secoli sono giunti sullo stesso argomento. Quest'istanza presuppone la fiducia che lo Spirito di Dio non abbia mai abbandonato la Chiesa cristiana, ma che, nonostante le sue debolezze e anche errori, egli abbia vegliato affinché fosse conservata inalterata la sostanza della fede cristiana. Questo concetto è da distinguersi da un'acritica conformità alle "tradizioni umane", in quanto anche la tradizione va confrontata costantemente con "il deposito" autorevole dell'insegnamento scritturale.
Il consensus fidelium è stato definito una forma di "umiltà storica e transculturale"..
Secondo l'uso fattone dal cardinale John Henry Newman il consensus fidelium è strettamente dipendente dal sensus fidei che indica "quel genere di discernimento istintivo o 'senso spirituale' per mezzo del quale i cristiani che vivono genuinamente la loro fede nel Vangelo riescono a percepire intuitivamente ciò che è conforme alla Parola di Dio e ciò che non lo è (...) Esso si identifica con il sensus fidei nella misura in cui esso viene espresso dalla comunità dei fedeli, riflettendone il retroterra sociale e storico (...) Esso non indica la somma ultima delle convinzioni spirituali dei singoli battezzati, bensì il loro modo di affermare la coscienza del corpo di Cristo, in risposta a sempre mutevoli situazioni. (...) Aiuta a percepire ciò che è appropriato e necessario (...) così che il Vangelo possa di generazione in generazione, rimanere contestualmente una realtà sempre viva"..
Il consensus fidelium è una dottrina sulla quale insiste l'Anglo-cattolicesimo.

## Infallibilitàin credendoein docendo
Secondo la Chiesa cattolica, nel Corpo mistico di Cristo risorto sono organicamente presenti e distinguibili due tipi di infallibilità: infallibilità in credendo (nel credere) e infallibilità in docendo (nell'insegnare).
La prima appartiene a tutto il popolo di Dio, inclusi e a partire dai vescovi che ne sono la guida pastorale. Si verifica in virtù della grazia sacramentale dell'unzione del Battesimo ed è esemplificato dalla locuzione latina Vox populi, vox Dei; la seconda appartiene ai vescovi, gli unici che possiedono il "carisma certo di verità" (Dei Filius), vale a dire la capacità e il compito di insegnare verità certe, in virtù del distinto sacramento dell'ordinazione episcopale. Entrambi procedono dalla grazia dello Spirito Santo Dio mediante due diversi sacramenti.
L'infallibilità in docendo non si può ridurre a una mera ratifica di ciò che è già creduto vero dal popolo di Dio, né è sottoposta al loro giudizio e consenso. Al contrario, su iniziativa e impulso dell'episcopato, può "prevenire ed esigere" ( Mysterium Ecclesiae, n. 2) il consenso dei fedeli verso le verità di fede derivate dalla Rivelazione ed eventuali nuove formulazioni dogmatiche.<re

## Nel Codice di diritto canonico
Il consensus fidelium non è una categoria menzionata esplicitamente nel Codice di diritto canonico del 1983, sebbene la preghiera è la morale del popolo abbia spesso preceduto di secoli la proclamazione dei dogmi (divinità di Gesù e dello Spirito Santo rispetto ai primi sette concili ; Immacolata Concezione e Assunzione di Maria; mancata pratica di aborto, eutanasia, contraccezione è sacerdozio femminile secoli prima del Magistero ordinario e universale).
Di contro, accanto all'infallibilità papale in materia di fede e di morale, il Codice di diritto canonico del 1983 prevede anche l'infallibilità del Collegio dei Vescovi sugli stessi temi (canone 749 § 2): sono verità da credere (de fide tenenda) quelle proclamate da tutti vescovi del mondo riuniti in un concilio ecumenico o col Magistero ordinario e universale. Il codice non richiede che tali verità di fede siano preventivamente credute dal gregge di fedeli, sebbene i canoni debbano essere comunque interpretati alla luce della Tradizione canonica (can. 6 § 2 CIC), solo rispetto al diritto anteriore ( Tradition canonica, su filodiritto.com.).
Tuttavia, il legislatore (Papa o vescovi, potestà ordinaria non delegabile a terzi) hanno il potere di modificare o abrogare ciò che è diritto per consuetudine (can. 23 CIC).